# Johan von Thienen
Johan von Thienen (I Tyskland känd som Johannes II. von Thienen eller Johann, dictus de Tyne) född 1342, död 1397, var en tysk riddare, herre till Tollschlag och Wippendorf, och från 1381 var han greve Nikolaus av Holsteins drots till grevskapet Holstein-Rendsburg. Son till Johannes I. von Thienen. 

## Familj
Johan von Thienen von var gift med Anna von Lembeck. De hade två kända barn:
1. Claus von Thienen, amtman i Tønder
2. Beata von Thienen (1360-efter 1397), gift med danska riksrådet och rikshovmästare Erik Krummedige, vilken övertog drotset över Holstein-Rendsburg efter Johan von Thienen. Beata var farfars mormor till kung Gustav Vasa.[1]
3. Karen von Thienen, gift med Åge Laxmand, deras sonson Poul Pedersen Laxmand, till Valden, Höks härad i södra Halland, och Knabstrup, Sjælland, var gift med Elisabeth Eriksdatter (Krummedige)